# Chang Myon
En aquest nom coreà, el cognom és Chang.
Chang Myon (28 d'agost de 1899 - 4 de juny de 1966) fou un polític i diplomàtic del Corea del Sud. Segon i setè primer ministre de Corea del Sud (1950-1952, 1960-1961) i el quart Vicepresident de Corea del Sud (1956 - 1960).
Sota el govern japonès, Chang va treballar com a professor; de 1919 a 1921 a l'Escola Catòlica de Teologia de Yongsan Youth i entre 1931-1936 a l'Institut de Comerç de Dongsung. De 1937 a 1944, va ser el director de l'Església Catòlica Hyehwa-dong a la Guarderia Hyehwa, després entre 1936 i desembre de 1945 va ser director de l'Institut de Comerç Dongsung. De 1939 a 1942 també va ser director de l'escola primària Gyesong.